# 泰赖什凯
泰赖什凯，是匈牙利诺格拉德州所辖的一个村。总面积17.03平方公里，总人口729，人口密度42.8人/平方公里（2011年1月1日）。